# Allée royale de Villepreux
L'Allée royale de Villepreux est un axe qui se situe dans le prolongement du Grand Canal de Versailles et qui va jusqu'à la commune de Villepreux. Elle s'inscrit dans la « Grande perspective » imaginée par Le Nôtre de part et d'autre du château de Versailles.

## Description

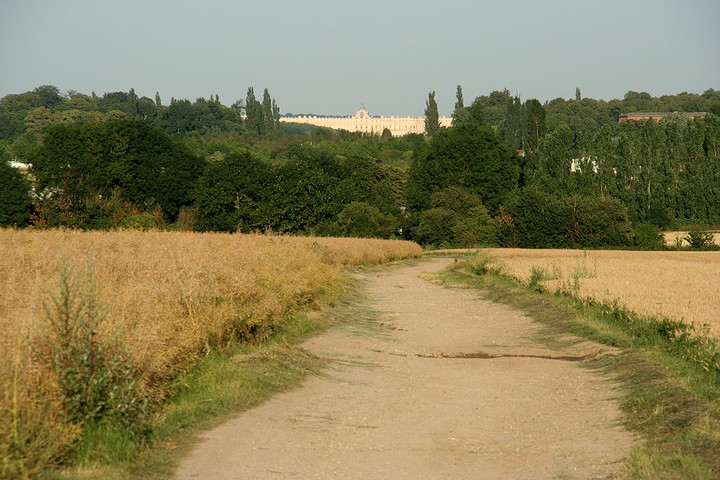
L'allée royale (juillet 2010). Vue sur le château de Versailles depuis Fontenay-le-Fleury.

L'Allée royale commence dès le bassin d'Apollon par le « Tapis vert », esplanade de gazon qui descend vers le Grand Canal. Au-delà, l'Allée part du rond-point dit de « l'Étoile Royale » et traverse les communes de Versailles, Saint-Cyr-l'École, Fontenay-le-Fleury, Rennemoulin et Villepreux. Elle était, à l'époque de Louis XIV, large de 97 mètres, longue de 5 kilomètres et bordée d'une double rangée d'ormes.
L'Allée royale était la principale des cinq allées partant en faisceau depuis l'Étoile Royale, formant un ensemble paysager majestueux qui fut comparé à « la main du roi se posant sur son territoire ».
Après être tombé dans l'oubli et avoir subi de nombreuses dégradations au fil du temps (au point de n'être plus par endroits, notamment là où il passe sous l'autoroute A12, qu'un chemin à peine carrossable jonché de détritus), cet axe fait désormais l'objet d'un ambitieux projet de restauration,,, qui s'inscrit dans le cadre plus général du développement économique et culturel de la plaine de Versailles, classée sur la liste du patrimoine mondial de l'Unesco. L'étude de réhabilitation a été confiée en 2010 à l'architecte paysagiste Thierry Laverne, qui a déjà conduit la restauration de l'Allée royale de Sénart.
L'objectif est de faire de l'Allée royale de Villepreux l'élément central d'un espace privilégié pour les circulations douces (piétons et cyclistes), animé d'activités culturelles, équestres et même économiques, avec la valorisation de l'activité agricole par des circuits courts de distribution, comme cela se pratique déjà par exemple à la ferme de Gally.
La plantation d'arbres le long du trajet jouera un rôle essentiel pour recréer une vaste perspective, visible depuis le château. Le point le plus délicat du projet reste cependant la gestion du premier tronçon, entre le parc du Château et l'autoroute A12, actuellement occupé par diverses installations et traversé par la voie ferrée de la Grande ceinture, dont la remise en service a lieu en 2022 avec la ligne 13 du tramway d'Île-de-France.
Depuis 2010, l'Allée royale sert de cadre à un semi-marathon organisé en novembre par les communes voisines de Fontenay-le-Fleury et Villepreux. Cette manifestation sportive fait partie des actions destinées à renforcer la notoriété de l'Allée royale.